# Wiktor Heltman

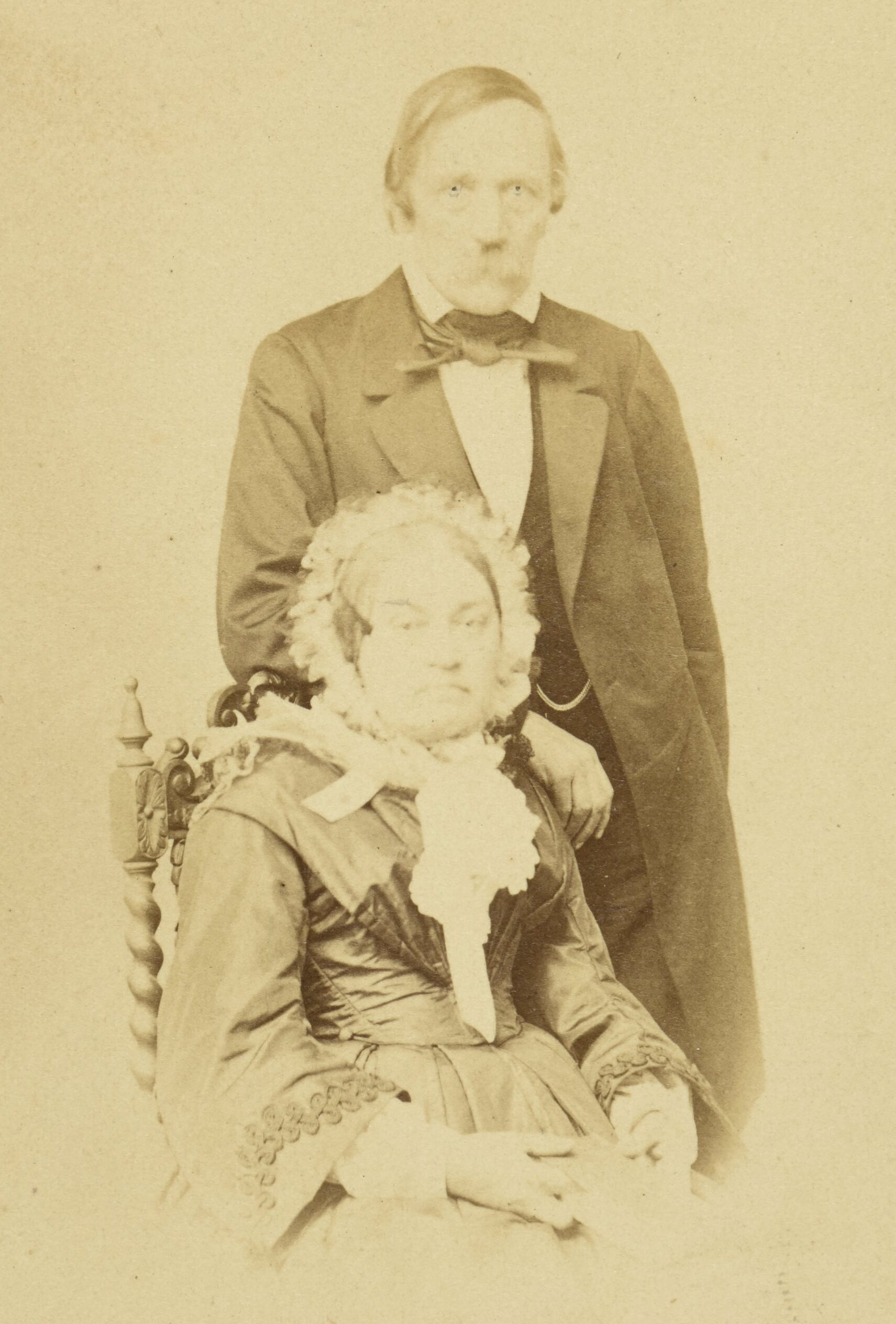
Wiktor Heltman z żoną Eleonorą

Wiktor Heltman (ur. 23 grudnia 1796 w Wierzchowicach pod Brześciem Litewskim, zm. 16 lipca 1874) – polski działacz polityczny, publicysta, związany z Wielką Emigracją.
Był członkiem Związku Wolnych Polaków w latach dwudziestych XIX wieku. Walczył w powstaniu listopadowym. Był jednym z inicjatorów powstania i przywódców Towarzystwa Demokratycznego Polskiego (TDP) w 1832. W 1848 uczestniczył w wydarzeniach Wiosny Ludów na terenie Galicji. Opracował dzieje Wielkiej Emigracji.
Był redaktorem "Dziennika Stanisławowskiego".